# Software pro správu hesel
Software pro správu hesel je počítačový program, který umožňuje vytváření, uchovávání a použití hesel, které se používají k ověření identity uživatele. Výhodou softwarového správce je možnost použití silných hesel, jedinečného hesla pro každou službu a bezpečného, šifrovaného uložení hesel chráněných hlavním heslem. Nevýhoda je v případě prolomení této ochrany, kdy útočník získá přístup ke kompletní databázi hesel uživatele. Software může mít podobu počítačového programu, mobilní aplikace, zásuvného modulu internetového prohlížeče, nebo může být součástí prohlížeče, nebo operačního systému. Správce zpravidla také umožňuje synchronizaci databáze hesel a jejich použití na různých zařízeních uživatele.
Správci hesel mohou být poskytováni formou Software as a service, instalování do vlastní privátní nebo cloudové infrastruktury. Dle užití se dělí na osobní, kde je akcent především na uživatelské funkce jako automatické vyplnění hesla, nebo na týmové, které se naopak zabývají především delegováním přístupu.

## KeePass
KeePass patří mezi nejpopulárnější správce hesel, je zdarma (open source), nabízí bezpečné vkládání veškerých důležitých přihlašovacích údajů, disponuje také funkci generátorem nových hesel, která jsou v podstatě neprolomitelná. Program nám tyto nová hesla vytvoří na základě našich požadavků ať už se jedná o rozlišení malých a velkých písmen, délku hesla, různé speciální znaky atd.
Jediným heslem je tedy hlavní přístupové heslo, na které se program zeptá hned v úvodu. Následně se otevře přístup k celému programu, který je tvořen jedním jednoduchým oknem, ve kterém se mimo pár tlačítek s funkcemi nacházejí hlavně kategorie pro účty. Jde o kategorie Bankovnictví, E-mail, Windows, Síť. Při vkládání nového záznamu se zobrazí další okno, kde je nutné uvést název, login a heslo, eventuálně adresu serveru.
Celkově by se dalo říci, že program je přehledný a pohodlný a to díky překladu uživatelského rozhraní do češtiny. K dispozici existuje i přenosná verze tohoto programu pro použití na USB discích a paměťových kartách, což nám umožňuje mít svá hesla vždy při sobě.

## LastPass
LastPass, bezplatný program, který je multiplatformní on-line správce hesel a přihlašovacích údajů, který tyto údaje ukládá na zabezpečené servery provozovatele služby za použití přístupového hesla. Rovněž disponuje generátorem bezpečných hesel, služba také nabízí trezor pro různé informace a poznámky, které jsou dobře zabezpečeny. I zde je možný přístup pomocí usb flashdisku. Placená verze je navíc obohacená o podporu mobilních zařízení, kdy například je zde možné sdílení hesel s mobilními telefony s různými operačními systémy. LastPass počátkem března 2023 informoval svých 33 milionů uživatelů, že došlo k odcizení řady důležitých a citlivých údajů. Firma radí změnit si nejen hlavní heslo, ale raději i všechna hesla, která měli uživatelé uložená v trezoru. 

## Sticky Password
Sticky Password je jednoduchým programem, který je v českém jazyce. Je možno k dispozici přenosnou verzi pro usb flashdisky. Generuje silná hesla a bezpečně je ukládá, chrání před krádeží identity, phishingem a keyloggery. Dále také zabezpečuje uložená hesla a privátní údaje šifrovacími algoritmy. Jsou zde automaticky zálohovaná citlivá data před ztrátou, a to pomocí pouze jediného tlačítka, které je přidané do prohlížeče.

## RoboForm
RoboForm je omezen počtem záznamů, do desíti je zdarma, pro větší počet je nutno program koupit. Což je pro běžné uživatele určitě nevýhodou, protože deset účtů je poměrně málo.
Jinak se jedná o chytrý software, který si umí uložit a zapamatovat webové formuláře, či přihlašovací tabulky a pole. V případě, že potom navštívíte danou stránku znovu, můžete v sekundě vyplnit daný formulář či přihlašovací pole původním heslem nebo identitou. Nechybí ani generátor hesel.

## Infinite Password Generator
Infinite Password Generator po nastavení zadaných parametrů vygeneruje kvalitní heslo, program představuje lehčí obměnu již zmíněného KeePass, je tvořen jen jediným oknem, kde se uskutečňují všechny činnosti uživatele.

## Password Agent
Password Agent uchovává nejen hesla, ale různé další informace, je rovněž obohacen tím, že je možné ho instalovat nejen přímo do počítače ale i na usb klíčenku nebo paměťovou kartu. I zde je možno využívat generátor hesel. Při používání bezplatné licence je možno mít uloženo maximálně 25 záznamů, u placené verze není počet omezen.

## Safetica Free
Safetica Free je vyvíjen českou společností Safetica Technologies, tudíž je k dispozici v češtině, zdarma lze používat základní edici a to pro nekomerční využití. I v tomto programu nalezneme generátor silných hesel.
Šifrování souborů v počítači i dat přenosných na přenosných discích a paměťových kartách nebo odstranění historie z internetových prohlížečů.

## Access Manager
Access Manager je další z řady programů, kde můžeme, který můžeme používat bezplatně, společně s hesly můžeme ukládat do tohoto software i další poznámky a informace. Do přihlašovacích oken různých internetových služeb můžeme hesla z programu vkládat jednoduchým přetažením myší. Nechybí zde rovněž generátor bezpečných hesel.

## Password Coral
Password Coral zde jsou hesla bezpečně chráněna před vyzrazením a přitom stačí znát pouze jedno heslo pro přístup ke všem ostatním. U každého hesla, které máme uloženo, si můžeme nastavit dobu platnosti, jakmile tato doba uplyne, automaticky bude uživatel vyzván, aby si heslo změnil. Tento software opravdu dbá na to, aby hesla nebyly vyzrazeny. Pokud určitou dobu nepracujete s programem, automaticky se uzamkne heslem.

## 1Password
1Password je komerční software na správu hesel a dalších citlivých informací pro MS Windows, Mac OS X a iOS a Android. Součástí počítačových verzí jsou pluginy pro automatické vyplňování v nejpoužívanějších internetových prohlížečích. Zajištěna je synchronizace databází hesel mezi jednotlivými platformami.

## Pass
Pass je open source software pro správu hesel určený pro systémy Linux, FreeBSD a Mac OS X. Používá se primárně pomocí příkazové řádky a hesla jsou uloženy v adresáři jako soubory zašifrované pomocí GnuPG.